# DJ The Wave
DJ The Wave (* 3. Juni 1971; eigentlich Andreas Witek) ist ein österreichischer Musiker und DJ, der gemeinsam mit Buddy 2003 mit Ab in den Süden einen Sommerhit landete.

## Leben
Mit 16 Jahren übte er sich als DJ und produzierte bereits eigene Mixes. Zu dem Zeitpunkt befand er sich in der Ausbildung zum Chemielaboranten. Sieben Jahre später machte er sein Hobby zu seinem Hauptberuf. Später steuerte er einen großen Beitrag zum Aufbau der österreichischen Discoszene bei.
Im Jahr 2003 schaffte er es mit Buddy und Ab in den Süden auf Platz eins der österreichischen und auf Platz zwei der deutschen Singlecharts. Im selben Jahr veröffentlichten DJ The Wave und Buddy das Lied Ab in den Norden, bei dem der Text des Originals Ab in den Süden entsprechend abgewandelt wurde.

## Diskografie

### Singles
- 2003: Ab in den Süden (Buddy vs. DJ The Wave; Maxi-CD; VÖ: 21. Juli 2003; Label: Warner[2])
- 2003: Ab in den Süden Remixes (Buddy vs. DJ The Wave; Maxi-CD; VÖ: 8. September 2003; Label: Warner[3])
- 2004: She’s a Lady (Tom Jones vs. Funkstar Deluxe feat. DJ The Wave; Maxi-CD; VÖ: 19. Juli 2004[4])
- 2004: Splish Splash (Tyrone T. and the Pettycoats vs. DJ The Waves)